# Hondenteek
De hondenteek (Rhipicephalus sanguineus) is de meest wijdverspreide teek ter wereld, en een van twee Rhipicephalus-soorten die ook in Europa voorkomt.

## Kenmerken
In volgezogen toestand is de larve blauw van kleur. De roodbruine nimf heeft 8 poten en is in volgezogen toestand donkergrijs van kleur. Een volwassen dier heeft ook 8 poten en is roodbruin van kleur en in volgezogen toestand blauwgrijs. Het is ongeveer 0,8 cm lang.

## Levenscyclus
De levenscyclus begint bij de onschuldig uitziende larve, die op een grasspriet wacht op een voorbijkomend dier, waarop het kan meeliften, totdat het volwassen is. Daarna wordt op de gastheer of -plant gepaard, waarna het vrouwtje op de grond valt, haar eitjes legt en vervolgens sterft. De pasgeboren teken zetten de levenscyclus voort. De larve van een hondenteek heeft 6 poten. Hondenteken hebben een sterke neiging om naar boven te kruipen. Ze kunnen ongeveer 200 dagen zonder bloed. Om hun volledige ontwikkeling te doorlopen, hebben ze slechts drie bloedmaaltijden nodig: één per groeistadium. Een vrouwtje kan in haar leven zo'n 1000 tot 3000 eieren leggen. De eieren worden op verborgen, droge plaatsen gelegd.

## Voeding
Het is een parasiet van voornamelijk honden, maar kan ook andere gastheren parasiteren, waaronder de mens. De teek voedt zich met bloed van zijn gastheer, dat wordt opgezogen via een zuigbek, die gevormd wordt met de klauwen van de pedipalpen. Het vocht wordt eruit gehaald via pompende bewegingen van de maag. Bij het zuigen van bloed kunnen ze gevaarlijke ziekten overdragen, zoals hersenvliesontsteking en Q-koorts.

## Ziekteverwekker
De hondenteek is een potentiële drager van verschillende ziekteverwekkers, waaronder Coxiella, de veroorzaker van Q-koorts en Rickettsia en vormt voor zowel mens en dier een potentieel gevaar. Sommige van deze ziekteverwekkers kunnen dodelijk zijn.